# Les Enquêtes d'Éloïse Rome
Les Enquêtes d'Éloïse Rome est une série télévisée française en 24 épisodes de 50 minutes, créée par Sophie Révil et Philippe Setbon et diffusée entre le 13 avril 2001 et le 15 juillet 2005 sur France 2 et rediffusée sur TV5 Monde, France 4, Jimmy, Série Club, Téva. 

## Synopsis
Cette série policière met en scène le capitaine Éloïse Rome, d'une sagacité redoutable sous une apparence souriante et gourmande - elle adore les chouquettes - et son adjoint, le lieutenant Éric Nell. Ce dernier, fraîchement émoulu de l'école de police, va d'abord se heurter au caractère bien trempé d'Éloïse Rome avant de s'entendre avec cette adorable enquêtrice hors pair.

## Développement
Philippe Setbon a écrit la totalité des scénarios, inspiré la plupart du temps, par des nouvelles du style « série noire » publiées dans des anthologies, ou de textes inédits. L'idée de la productrice Sophie Révil était de chercher des « crimes parfaits » dans la littérature, ou auprès d’auteurs connus de polars, en acheter les droits, et ensuite les intégrer dans l'univers d'Éloïse Rome. Originellement, la série a été diffusée sur France 2.

## Distribution

### Personnages principaux
- Christine Citti : le capitaine Éloïse Rome
- Jean-Baptiste Martin : le lieutenant Éric Nell
- Marc Berman : le commissaire Damien Lespéré

### Personnages secondaires
- François Caron : Yves Rome, le mari d'Éloïse Rome
- Bernadette Lafont : la mère d'Éloïse Rome
- Sophie Mounicot : Docteur Mikaëla Schwabb, amie du couple Rome. Elle est également médecin légiste.
- Smaïl Mekki : Jacques Lasry, ami du couple Rome.
- Michel Melki : l'agent main courante (5 épisodes)

## Épisodes

### Première saison (2001)
1. Le Prix d'un homme, scénario Philippe Setbon, Thierry Jonquet et Stéphane Palay, d'après une nouvelle originale de Thierry Jonquet.
2. Illégitime défense, d'après la nouvelle Service de nuit (extraite du recueil Noires américaines, Librio, 2001) de Michel Leydier[2] et une autre nouvelle d'Olivier Thiébaut.
3. Jugement en appel, d'après une nouvelle originale de Pierre Filoche.
4. Mort à répétition, d'après le roman de Louis C. Thomas (Éd. du Masque).
5. À cause de Lola, d'après une nouvelle originale de Philippe Huet.
6. À cœur ouvert, scénario original de Philippe Setbon.

### Deuxième saison (2002)
1. D'une valeur inestimable, d'après la nouvelle Deux tours en trop de Jean-François Coatmeur extraite du recueil Ballet noir (Albin Michel, 1998)[3].
2. Inséparables, scénario original de Philippe Setbon.
3. Bête fauve, scénario original de Philippe Setbon.
4. L'Intention qui compte, d'après une nouvelle originale de Pierre Bourgeade.
5. S. K., d'après une nouvelle originale d'Éric Kristy.
6. Qui a tué Lili ?, scénario original de Philippe Setbon.

### Troisième saison (2003)
1. Le Protecteur, d'après une nouvelle originale de Didier Daeninckx.
2. Joanna est revenue, scénario original de Philippe Setbon.
3. Prise de tête, d'après une nouvelle de Brigitte Kernel.
4. Par accident, d'après une nouvelle originale d'André Martin.
5. Les Guêpes, d'après une nouvelle d'Andrea H. Japp.
6. Rumeur fatale, d'après une nouvelle de Sylvie Granotier.

### Quatrième saison (2005)
1. Les Feux de l'enfer, d'après une nouvelle de Thierry Jonquet.
2. Coup de main, scénario original de Philippe Setbon.
3. Lieutenant Casanova, scénario original de Philippe Setbon.
4. Cinq de cœur, d'après une histoire originale de Thierry Aguila.
5. La Vipère, d'après une nouvelle d'Andrea H. Japp.
6. C'était un petit jardin, d'après une nouvelle d'Andrea H. Japp.